# Mustelus whitneyi
Espèce
Répartition géographique
Statut de conservation UICN

 CR A2bd : 
En danger critique
Mustelus whitneyi est une espèce de requins.

## Menaces et conservation
L'UICN (23 janvier 2023) classe l'espèce en catégorie CR (en danger critique) dans la liste rouge des espèces menacées depuis 2020. Victime de la surpêche, ce requin a vu sa population décliner de plus de 80 % en 30 ans.